# Jonuz Bulej
Jonuz Bulej lub Jonuz Buliqi (ur. 15 marca 1892 w Szkodrze, zm. 6 maja 1966) – albański nauczyciel, teolog muzułmański i tłumacz.

## Życiorys
W latach 1905–1910 uczęszczał do szkoły w Szkodrze, gdzie następnie pracował jako nauczyciel; opanował wówczas języki turecki, arabski oraz francuski, a podczas austro-węgierskiej okupacji Albanii nauczył się także języka niemieckiego. W późniejszych latach opanował również języki włoski, angielski i rosyjski.
Ukończył studia teologiczne w Konstantynopolu. W latach 1924–1927 pełnił funkcję kierownika ds. finansowych okręgu Szkodra. Został zaproszony przez muzułmańskiego teologa Saliha Vuçitërniego do zaangażowania się w działalność Albańskiej Wspólnoty Muzułmańskiej, której decyzją w 1929 roku został mianowany dyrektorem medresy w Tiranie; w tejże placówce prowadził zajęcia z zakresu matematyki, fizyki, botaniki, historii religii oraz języka francuskiego. W latach 1928–1938 publikował dla czasopisma Zani i Naltë, należał również do grupy tłumaczy Koranu; oryginalny przekład zaginął po wprowadzeniu rewolucji ideologicznej i kulturalnej.
Był współautorem projektu statutu Albańskiej Wspólnoty Muzułmańskiej, który dnia 9 czerwca 1942 roku został przedstawiony wicekrólowi Albanii Francesco Jacomoniemu; projekt ten nie został jednak rozpatrzony przez władze, więc tenże związek wyznaniowy działał bez statutu do 1945 roku. Po II wojnie światowej Bulej kontynuował pracę w tirańskiej medresie jako profesor, następnie ponownie jako dyrektor. 19 kwietnia 1947 roku został aresztowany przez funkcjonariuszy Sigurimi, więc prezydium Albańskiej Wspólnoty Muzułmańskiej zawiesiło go w obowiązkach dyrektora. Rok później Bulej został skazany na 5 lat więzienia; podczas odbywania wyroku nauczył się języka rosyjskiego; po wyjściu na wolność pracował jako tłumacz oraz w latach 1955-1963 także jako nauczyciel, następnie przeszedł na emeryturę. Zmarł 6 maja 1966 roku.